# Youri Maksimov
 (octobre 2024).
Pour les articles homonymes, voir Maksimov.
Youri Vladimirovitch Maksimov (russe : Юрий Владимирович Максимов; né le 11 avril 1978 à Friazino, oblast de Moscou, URSS ) est un hacker, cyber-entrepreneur et programmeur russe, et l'un des trois seuls milliardaires russes du secteur de la haute technologie à avoir fait fortune grâce aux logiciels,.
Il est cofondateur de Cyberus, fondation pour le développement de la cybersécurité axée sur les résultats, et de Positive Technologies, leader mondial de la cybersécurité, dont il a été le PDG de 2007 à 2021.
En 2021, il est nommé conseiller du ministre du Développement numérique, des Communications et des Médias de masse de la fédération de Russie à titre bénévole.
En juillet 2024, Maksimov rejoint la liste des milliardaires de Forbes World avec une valeur nette totale de 1,2 milliard de dollars américains,,.

## Biographie

### Origines et jeunesse
Youri Maksimov est né le 11 avril 1978 dans la ville scientifique de Friazino au sein d'une famille d'ingénieurs. Ses parents, Vladimir et Lyudmila, travaillaient à l'usine du 50e anniversaire de l'URSS à Fryazino. Il est le deuxième fils de la famille et son frère aîné, Dmitri Maksimov est aussi cofondateur de Positive Technologies.
En 1995, Maksimov termine ses études et entre au département de physique de l'université d'État de Moscou. Il y développe des logiciels de modélisation et d'analyse des problèmes de transmission d'informations dans les réseaux hétérogènes. Il obtient son diplôme de spécialiste dans ce domaine en 2001.
En 2004, Maksimov a terminé ses études de troisième cycle à l'université d'État de Moscou.

### Début de carrière
Dès sa première année d'études, Maksimov combine ses études avec un emploi de programmeur chez Oktava+, un fabricant d'instruments de précision, où il commence à développer son propre logiciel de type ERP pour les systèmes de mesure et les opérations internes de l'entreprise, ainsi qu'à gérer des projets internationaux pour la fourniture et la mise en œuvre de solutions étrangères pour des entreprises nationales et l'exportation de solutions russes.

## Création de positive Technologies

### Débuts
En 2002, Maksimov cofonde Positive Technologies avec son frère Dmitri et son ami Evgeni Kireev. Le premier produit de la société est le scanner de vulnérabilité XSpider, développé par Dmitri Maksimov,.
Le premier bureau de l'entreprise, situé à Altufievo, dans le nord de Moscou, compte initialement six employés : les trois fondateurs, un directeur des ventes, un directeur de bureau et un programmeur.
De 2004 à 2007, Youri Maksimov est directeur technique de Positive Technologies.
En 2007, il devient PDG de Positive Technologies. La transformation progressive de la structure de l'actionnariat conduit Maksimov à détenir plus de 50 % de l'entreprise.

### Expansion internationale
Après avoir établi son premier bureau à l'étranger en 2011 au Royaume-Uni, Positive Technologies ouvre des bureaux en Italie et en Corée du Sud en 2012, puis en Inde, aux Émirats arabes unis, en Tunisie et aux États-Unis en 2013.
En 2014, Maksimov scinde Positive Technologies en deux sociétés : Russian et Swiss, avec une branche de développement indépendante à Brno, en République tchèque, et des bureaux de vente dans le monde entier. En 2021, il a été rapporté que Youri Maksimov avait vendu sa participation dans les entités juridiques étrangères à la direction générale de la société suisse,.

### Changement de CEO
En 2020, Youri Maksimov annonce son intention de quitter le poste de PDG. Il confie la tâche de nommer un nouveau PDG à la direction générale de Positive Technologies. En 2021, après une discussion ouverte, le poste est confié à Denis Baranov.

### Entrée en bourse de Positive Technologies
En 2020, Maksimov annonce que Positive Technologies sera cotée en bourse.
En décembre 2021, Positive Group est côté à la Bourse de Moscou, devenant ainsi la première entreprise russe de cybersécurité à entrer en bourse.
Conservant une participation majoritaire dans la société, Youri Maksimov prend le rôle de président du conseil d'administration de PJSC Positive Group.

## Cyberus
En 2022, Youri Maksimov cofonde Cyberus, une fondation pour le développement de la cybersécurité axée sur les résultats. La fondation réunit l'industrie des technologies de l'information, d'autres secteurs et des gouvernements pour renforcer la cybersécurité, travailler sur une nouvelle architecture de cybersécurité ainsi que sur la création de produits et d'écosystèmes de technologies de l'information souverains.
La fondation promeut des exercices cybernétiques complets, dans le cadre desquels des pirates informatiques sont engagés pour tester la résistance des entreprises et des gouvernements aux cyberattaques en tentant de pénétrer dans leurs systèmes critiques et en évaluant le coût réel des dommages non tolérables qu'ils pourraient causer. Les résultats des tests sont ensuite utilisés pour renforcer la protection, rendant les cyberattaques à la fois extrêmement difficiles et économiquement injustifiables.

## Philanthropie
Youri travaille sur des projets qui visent à transformer le monde, à le rendre plus sûr et meilleur pour tous les habitants de la planète. Ces activités vont de la collaboration avec des acteurs de premier plan du secteur des technologies de l'information et des grandes entreprises d'autres secteurs dans le monde entier sur divers projets caritatifs à la construction d'écoles dans plusieurs pays pour promouvoir la cybersécurité et l'enseignement des technologies auprès des jeunes.[réf. nécessaire]
En août 2024, Positive Technologies a organisé une formation exclusive à la cybersécurité, réunissant 70 étudiants et passionnés de cybernétique du monde entier. Choisis parmi plus de 350 candidats, les participants se sont plongés dans les techniques et les outils de pointe en matière de cybersécurité. Le visionnaire à l'origine de cette initiative interculturelle est Youri Maksimov.

## Vie personnelle
Maksimov est marié et a une fille.
En 2017, Maksimov a participé à une course Ironman en Espagne, terminant dans le top 100.